# Gisborne
Gisborne (maor. Te Tai-rāwhiti) – miasto portowe w Nowej Zelandii, na wschodnim wybrzeżu Wyspy Północnej, nad zatoką Poverty. Około 45,2 tys. mieszkańców.

## Miasto Gisborne

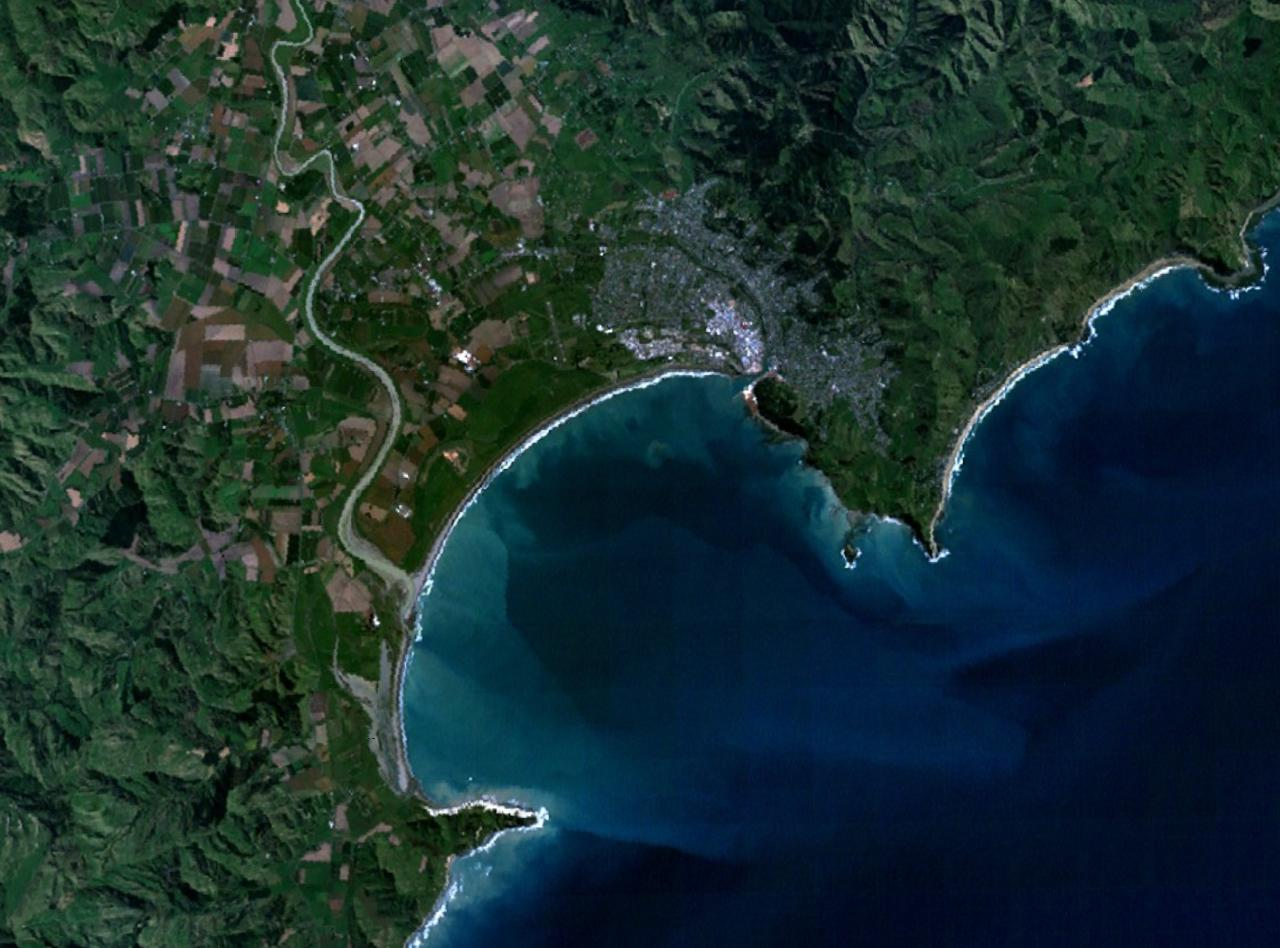
Zdjęcie satelitarne Gisborne

Miasto Gisborne jest położone na północnym krańcu zatoki Poverty. Cypel w formie białego klifu nazywany Young Nick's Head na drugim końcu zatoki jest widoczny z samego miasta. Klify widać na zdjęciu satelitarnym po lewej stronie.
Natomiast po prawej stronie na zdjęciu satelitarnym na drugim końcu zatoki znajduje się Wzgórze Kaiti. Z tego wzgórza rozciąga się wspaniały widok na całe miasto.
Wzniesienie to było pierwszą rzeczą jaką dostrzegła załoga statku kapitana Jamesa Cooka. Statek „Endeavour” dopłynął do wyspy 8 października 1769 roku. Zatoka, nad którą leży miasto, nazwano na cześć dwunastoletniego członka załogi, Nicka Younga.

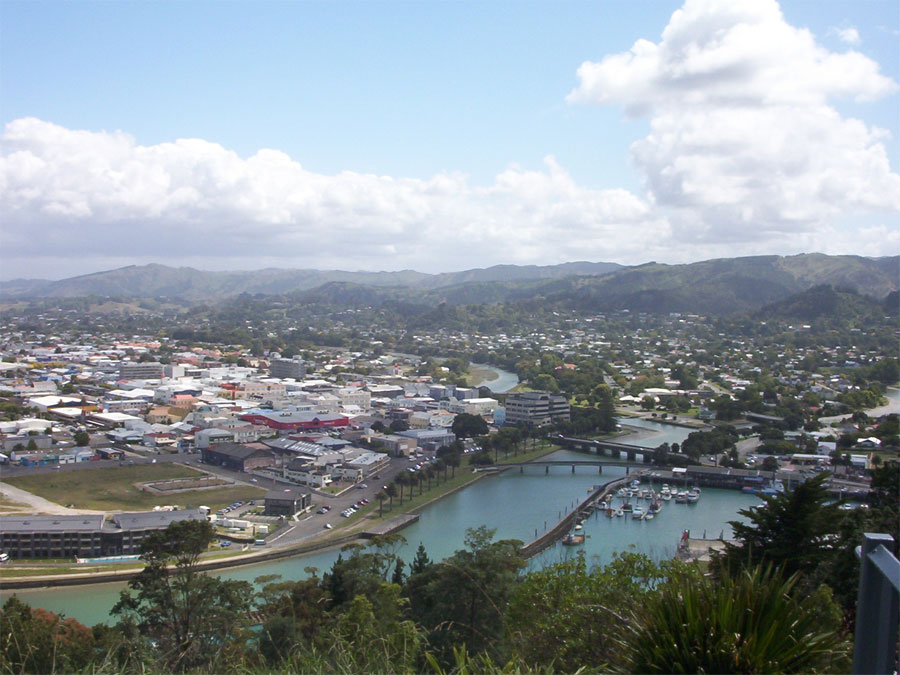
Środkowe Gisborne widziane ze Wzgórza Kaiti

Miasto wciąż posiada swój urok i jest popularnym punktem wakacyjnym. Do lokalnych gałęzi przemysłu zalicza się rolnictwo, ogrodnictwo, hodowla zwierząt i leśnictwo. Produkcja wina również zalicza się do lokalnej gospodarki.
Czasami Gisborne jest znane jako ‘Miasto rzek’, ponieważ w centrum miasta spotykają się trzy różne rzeki.
Gisborne ma cztery szkoły średnie: Gisborne Boys’ High, Gisborne Girls’ High, Lytton High i Campion College.
Dawniej w porcie cumowało bardzo wiele statków. Obecnie port jest domem dla wielu niewielkich kutrów rybackich.

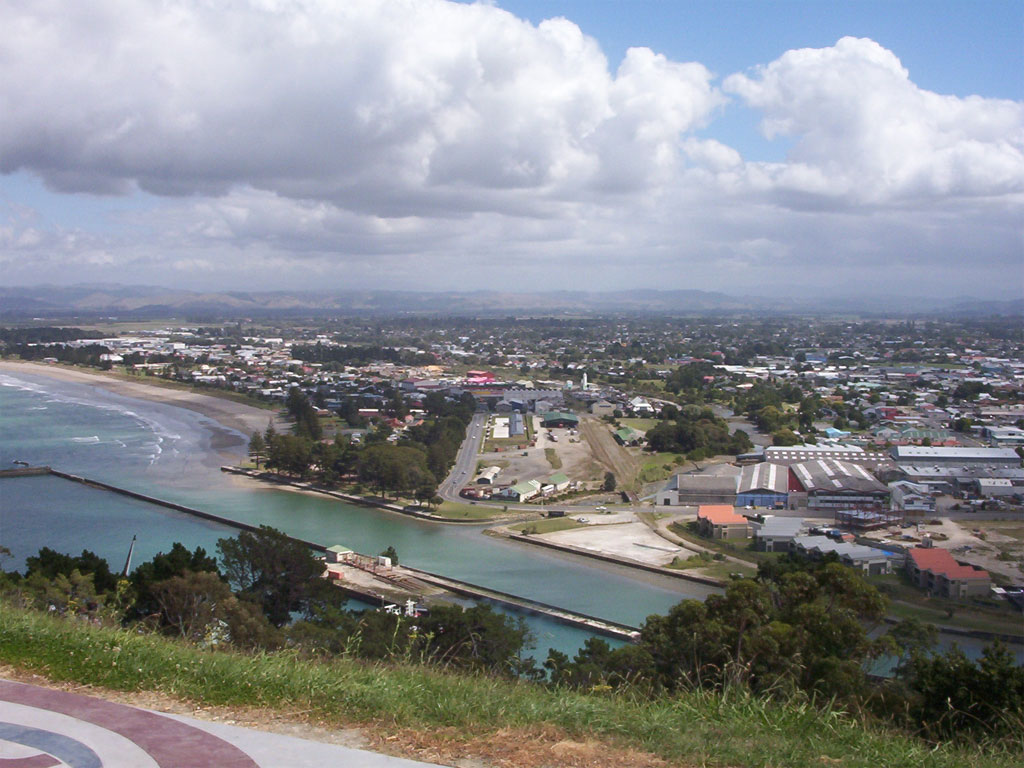
Nadbrzeżne przedmieścia Gisborne widziane ze Wzgórza Kaiti

Dużym walorem miasta jest to, że jest w pobliżu piaszczystych plaż takich jak Waikanae czy Midway. Niedaleko od miasta znajduje się plaża Wainui, popularna wśród serfujących.
Głównymi corocznymi wydarzeniami w mieście są Dawn Raid Beach Day Out, który jest koncertem na otwartej przestrzeni i przyciąga wiele hiphopowych gwiazd oraz drugi z okazji Nowego Roku koncert Rhytmes&Vines, który jest ogromnym koncertem znanych nowozelandzkich zespołów odbywający się w winnicy.
W mieście rozwinął się przemysł spożywczy, wełniarski, maszynowy oraz chemiczny.

## Miasta partnerskie[4]
- Palm Desert, Stany Zjednoczone
- Nonoichi, Japonia
- Rizhao, Chińska Republika Ludowa
- Mahina, Polinezja Francuska

## Przedmieścia Gisborne
| - Awapuni - Elgin - Gaddums Hill - Kaiti - Manutuke - Mangapapa - Riverdale |  | - Riverside - Riverview - Sponge Bay - Tamarau - Te Hapara |  | - Te Wharau - Waikanae - Waikirikiri - Wainui Beach - Whataupoko - Heatherlea/Darwin Road |

## Ogrody
Gisborne ma własny ogród botaniczny: Gisborne Botanical Gardens
W okolicach Gisborne są jeszcze dwa ważne arboreta:
- Eastwoodhill Arboretum w Ngatapa
- Hackfalls Arboretum w Tiniroto